# In vivo
In vivo (z łac. „na żywym”) – termin stosowany zazwyczaj przy opisywaniu badań biologicznych, odnosi się do czegoś, co ma miejsce wewnątrz żywego organizmu – w ustroju żywym.